# Hohenstadt
Hohenstadt ist eine Gemeinde in Baden-Württemberg, die zum Landkreis Göppingen gehört.

## Geographie

### Geographische Lage

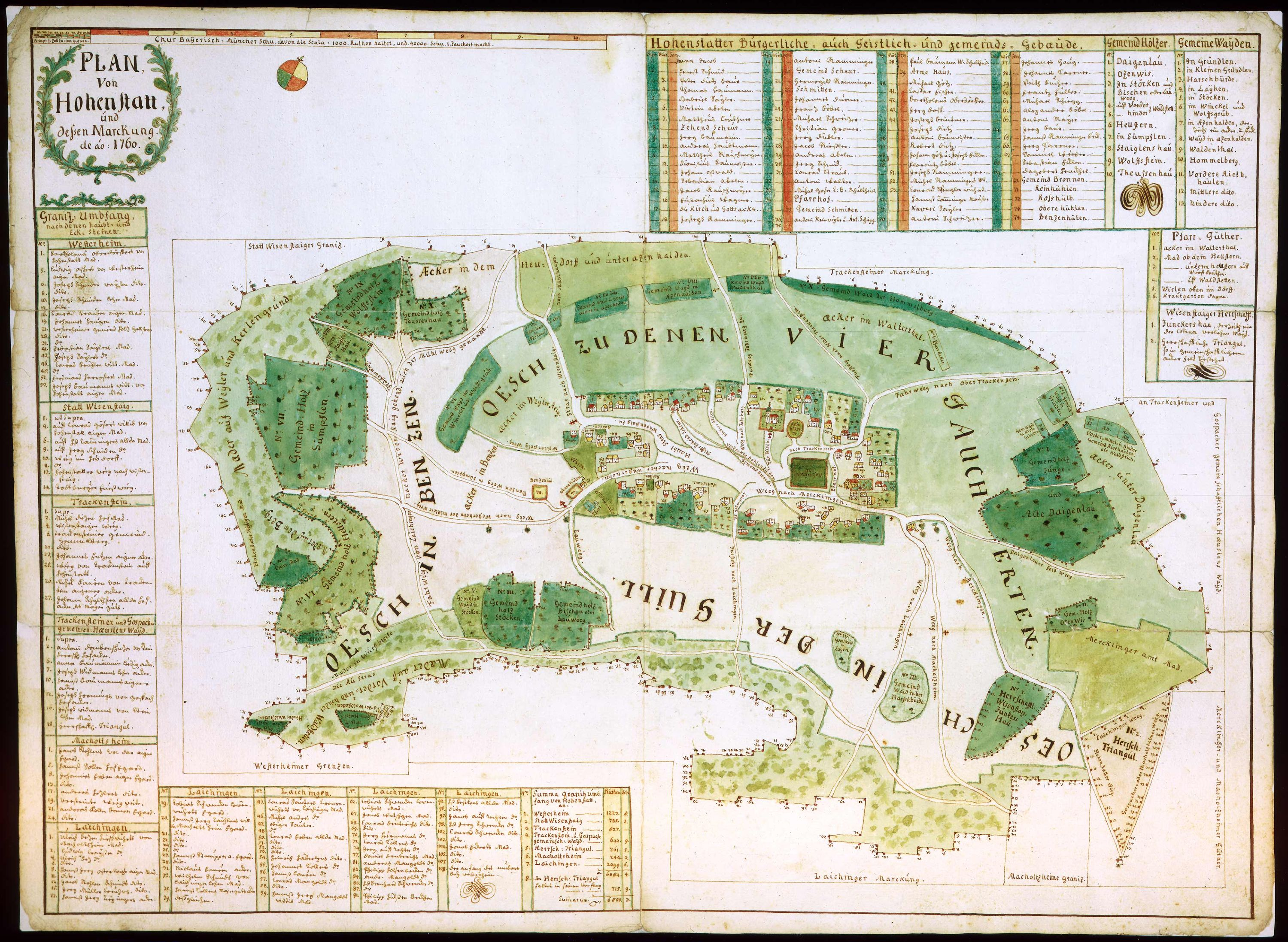
„Plan von Hohenstadt und dessen Marckung“, 1760

Hohenstadt liegt auf der Schwäbischen Alb, etwa 18 km südlich der Kreisstadt Göppingen, und ist mit 818 m ü. NN die höchstgelegene Gemeinde im Regierungsbezirk Stuttgart. Der höchste Punkt der Gemeinde liegt mit 837,8 m ü. NN im Gewann Bollengrund. Bei Hohenstadt verläuft die Europäische Wasserscheide, die die Einzugsgebiete von Nordsee und Schwarzem Meer trennt.

### Gemeindegliederung
Zu Hohenstadt gehören das Dorf Hohenstadt und das Gehöft Weilerhöhe sowie die abgegangenen Ortschaften Feuerbuch, Heudorf und Waldstetten.

### Nachbargemeinden
Hohenstadt grenzt reihum im Nordwesten an die Stadt Wiesensteig, im Norden und Nordosten an die Gemeinde Drackenstein, beide im Landkreis Göppingen. Im Osten liegen die Gemeinde Merklingen, im Südosten und Süden die Kleinstadt Laichingen und im Südwesten Westerheim, alle drei im Alb-Donau-Kreis.

### Flächenaufteilung
Nach Daten des Statistischen Landesamtes, Stand 2014.

## Geschichte

### Vorgeschichte
Auf dem Gebiet der Gemeinde Hohenstadt wurden verschiedene archäologische Zeugnisse entdeckt, darunter ein hallstattzeitliches Grabhügelfeld, welches mindestens im 5. Jahrhundert v. Chr. oder in den drei Jahrhunderten davor errichtet worden sein muss.

### Mittelalter
Auf dem Gemeindegebiet wurden frühmittelalterliche Reihengräber der Alamannenzeit gefunden. Im Jahre 861 wurde der Ort als Teil der Gründungsausstattung des Klosters Wiesensteig erwähnt. Im Hochmittelalter war neben nachweisbarem Adel und dem Kloster Wiesensteig auch das Kloster Ursberg am Ort begütert. Im Spätmittelalter gehörte Mühlhausen zum Besitz der Grafen von Helfenstein und war ein Teil von deren Herrschaft Wiesensteig. Die Grafen von Helfenstein gehörten während der Zeit der Staufer zu den mächtigsten und angesehensten Adelsfamilien im Herzogtum Schwaben. Im Jahr 1483 verkaufte Graf Ludwig X. von Helfenstein die Hälfte von Hohenstadt an den Drackensteiner Ritter Ulrich von Westerstetten. Dieser tauschte seinen Anteil zwei Jahre später mit der Grafschaft Württemberg.

### Frühe Neuzeit
Auch in der frühen Neuzeit teilte der Ortsteil von Hohenstadt, der bei den Grafen von Helfenstein geblieben war, die Geschicke der Herrschaft Wiesensteig. Die Bewohner der württembergischen Ortshälfte wurden unter Herzog Ulrich ab 1534 der Reformation unterzogen und dadurch evangelisch. Zwar gab Württemberg 1586 seine Ortshälfte den Grafen von Helfenstein als Lehen, so dass sie nun de facto wieder über den gesamten Ort Hohenstadt geboten, aber die evangelisch gewordenen Bewohner blieben zunächst weiterhin protestantischen Glaubens. Nach dem Aussterben der Grafen von Helfenstein 1627 gingen deren Anteile von Hohenstadt mit der Herrschaft Wiesensteig zu zwei Dritteln an das Kurfürstentum Bayern und zu einem Drittel an das Fürstentum Fürstenberg. Die andere Dorfhälfte war seit dem Aussterben der Grafen von Helfenstein durch Lehensheimfall wieder im Besitz des Herzogtums Württemberg. Nach der verlorenen Schlacht bei Nördlingen wurden die evangelischen Bewohner der württembergischen Dorfhälfte 1634 zum Katholizismus gezwungen. Daran änderte sich auch nach dem Dreißigjährigen Krieg nichts mehr, und das gesamte Dorf Hohenstadt ist seither im Wesentlichen katholisch geprägt. Im Jahre 1752 kam Kurbayern in den Gesamtbesitz der Herrschaft Wiesensteig und somit auch der Hälfte von Hohenstadt.

### 19. und 20. Jahrhundert
1806 gelangte Hohenstadt – wie das gesamte obere Filstal – im Rahmen der Mediatisierung zum Königreich Württemberg. Dieses ordnete Hohenstadt zunächst dem Oberamt Wiesensteig zu, das nach drei Jahren im Oberamt Geislingen aufging. Im Zuge der Kreisreform während der NS-Zeit in Württemberg kam Hohenstadt 1938 zum Landkreis Göppingen. Nach dem Zweiten Weltkrieg lag der Ort in der Amerikanischen Besatzungszone und gehörte somit zum neu gegründeten Land Württemberg-Baden, das 1952 im jetzigen Bundesland Baden-Württemberg aufging.

### Religion
Hohenstadt ist nach wechselvoller Geschichte ein katholisch geprägter Ort. Die 1748 errichtete Pfarrkirche St. Margaretha gehört zur Seelsorgeeinheit Oberes Filstal im Dekanat Göppingen-Geislingen der Diözese Rottenburg-Stuttgart.

### Einwohnerentwicklung
Quelle: Statistisches Landesamt Baden-Württemberg für die Daten ab 1970
| Datum              | Einwohner |
| ------------------ | --------- |
| 1837               | 373       |
| 1907               | 428       |
| 17. Mai 1939       | 421       |
| 13. September 1950 | 504       |
| 27. Mai 1970       | 471       |
| 31. Dezember 1983  | 561       |
| 25. Mai 1987       | 524       |
| 31. Dezember 1991  | 572       |
| 31. Dezember 1995  | 643       |
| 31. Dezember 2005  | 725       |
| 31. Dezember 2010  | 722       |
| 31. Dezember 2015  | 817       |
| 31. Dezember 2020  | 928       |

Ende 2012 zählte der Ortsteil 807 Einwohner, Ende 2013 waren es 934. Im gleichen Zeitraum stieg die Zahl der Hauptwohnsitze von 741 auf 850 an. Als Grund für den Anstieg gilt der Bau der Schnellfahrstrecke Wendlingen–Ulm und die damit verbundenen Arbeiten am Steinbühltunnel.

## Politik

### Bürgermeister
Bürgermeister war von 1994 bis 2008 Klaus Roller und von 2008 bis 2024 Günter Riebort. Bei der Bürgermeisterwahl am 11. August 2024 wurde Frank Fink mit 82,2 Prozent der Stimmen zum Bürgermeister gewählt, Amtsinhaber Riebort erhielt lediglich 17,8 Prozent der Stimmen. Fink trat das Amt am 1. November 2024 an.

### Gemeinderat
Der Gemeinderat in Hohenstadt besteht aus den acht gewählten ehrenamtlichen Gemeinderäten und dem Bürgermeister als Vorsitzendem. Der Bürgermeister ist im Gemeinderat stimmberechtigt. Die Kommunalwahl am 9. Juni 2024 führte zu folgendem Ergebnis. Die Wahlbeteiligung betrug 68,40 % (2019: 66,37 %).
| Partei / Liste                 | Stimmenanteil | Sitze | Vergleich mit 2019 |
| Freie Wählervereinigung        | 51,14 %       | 4     | 4 Sitze            |
| Unabhängige wählergemeinschaft | 48,85 %       | 4     | 4 Sitze            |

### Wappen

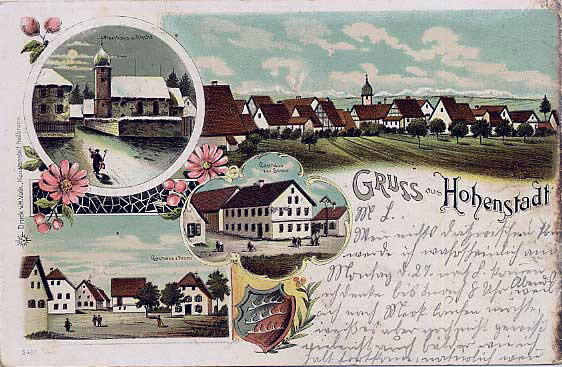
Hohenstadt um 1900

Die Blasonierung des Gemeindewappens von Hohenstadt lautet: In Rot über einer gequaderten silbernen Zinnenmauer ein hervorbrechender wachsender silberner Elefant.
Der Elefant steht für die Grafen von Helfenstein, die früher den Ort beherrschten. Die Zinnenmauer dient zur Unterscheidung von anderen Elefantenwappen, die in dieser Gegend von einigen Orten wie beispielsweise Deggingen und Wiesensteig geführt werden. Die Gemeinde legte das Wappen im Jahre 1948 fest, die Verleihung samt weiß-roter Flagge durch das Innenministerium erfolgte am 19. März 1960.

## Verkehrsanbindung
Hohenstadt ist über eine Behelfsausfahrt an die Autobahn A8 angebunden.
Im Rahmen der am 11. Dezember 2022 eröffneten Schnellfahrstrecke Wendlingen–Ulm, welche bei Hohenstadt im Steinbühltunnel entlangführt, ging auch der Bahnhof Merklingen – Schwäbische Alb in Betrieb, an dessen Kosten sich Hohenstadt finanziell beteiligte.

## Bauwerke

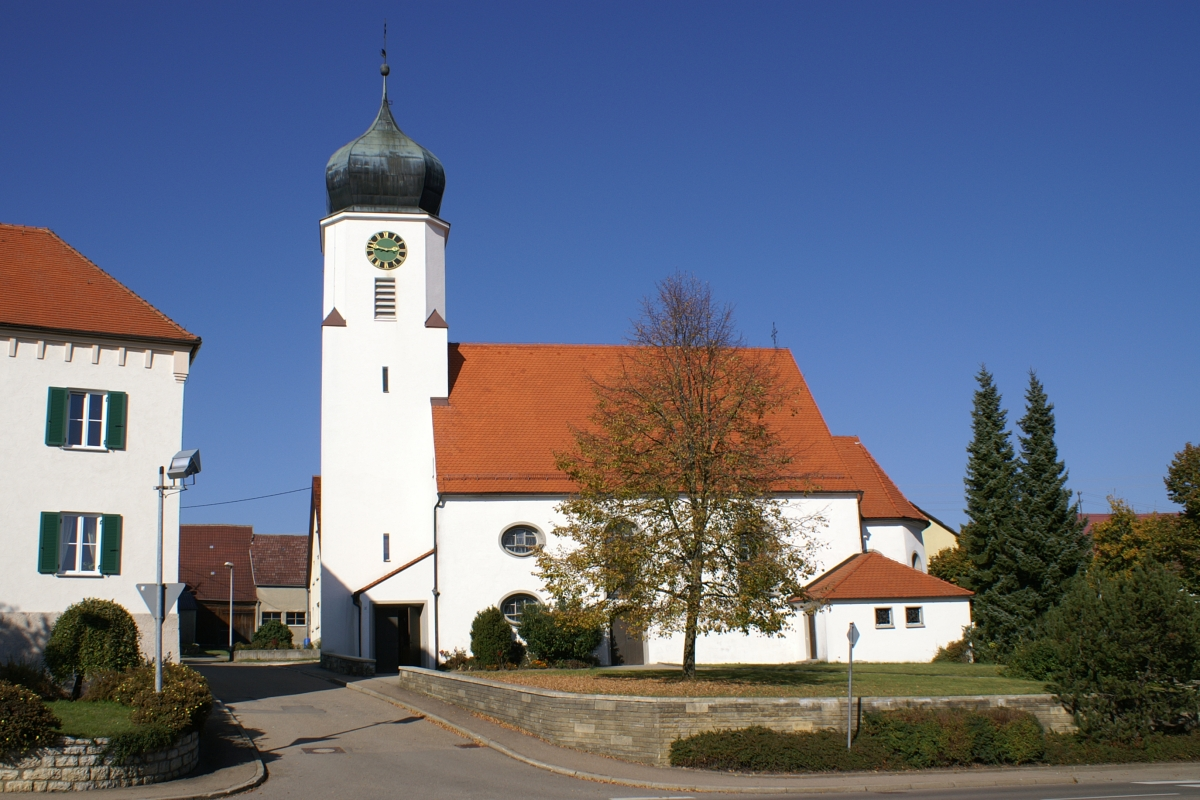
Katholische Kirche

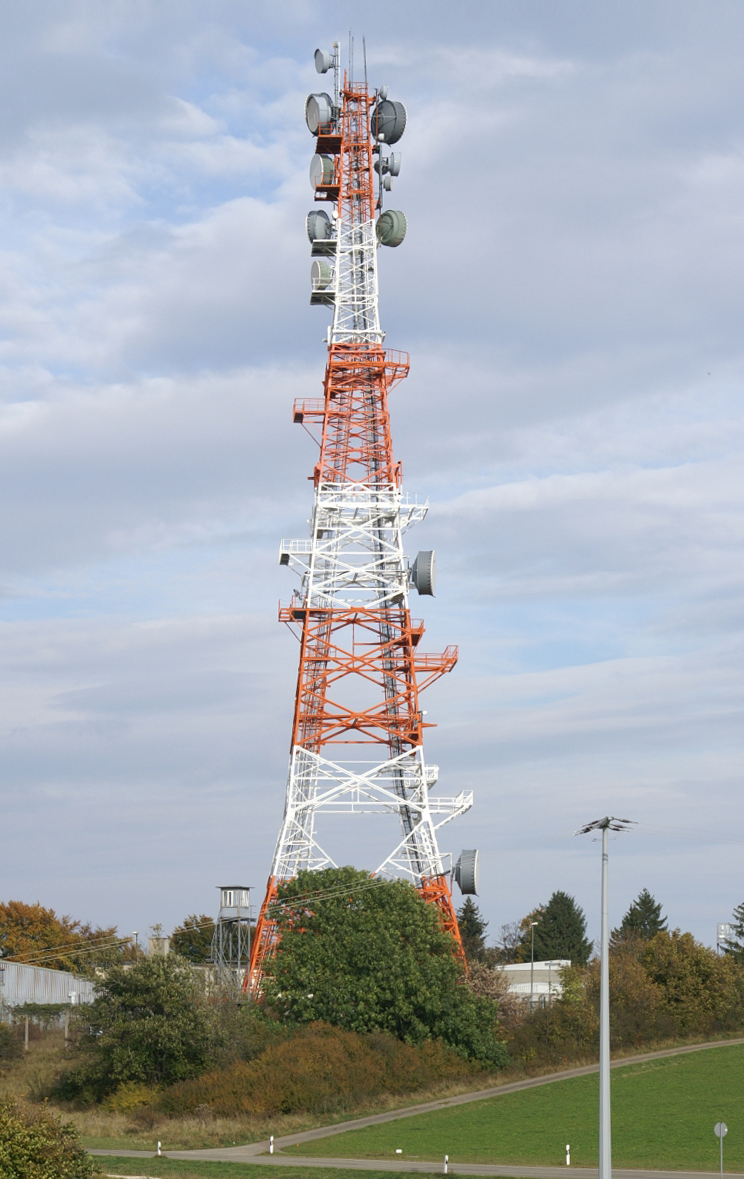
Funkturm

- Katholische Pfarrkirche St. Margaretha
- Bei 9°40'15" östliche Länge und 48°32'58" nördliche Breite befindet sich seit 1963 ein 137 Meter hoher Richtfunkturm in Stahlfachwerkbauweise der US-Streitkräfte.[7]